# Maria Carolina d'Asburgo-Lorena
Maria Carolina Luisa Giuseppa Giovanna Antonia d'Asburgo-Lorena, nota semplicemente come Maria Carolina d'Austria (Vienna, 13 agosto 1752 – Vienna, 8 settembre 1814), nata arciduchessa d'Austria, divenne regina consorte di Napoli e Sicilia come moglie di Ferdinando IV di Napoli e III di Sicilia.
Era la tredicesima dei figli dell'imperatrice Maria Teresa d'Austria e dell'imperatore Francesco I. Per suggellare un'alleanza con i Borbone di Spagna, nel 1768 venne data in sposa al re Ferdinando IV di Napoli, figlio di Carlo III di Spagna. Dall'unione nacquero diciotto figli e, dopo la nascita del primo erede maschio nel 1775, in base ai termini del contratto nuziale, Maria Carolina ebbe accesso al consiglio privato della corona.
Intelligente e volitiva, riuscì a imporsi come figura di comando e de facto governò il Regno di Napoli. Maria Carolina promosse Napoli come centro culturale, patrocinando artisti, tra cui i pittori Jakob Philipp Hackert e Angelika Kauffmann, e accademici come Gaetano Filangieri, Domenico Cirillo e Giuseppe Maria Galanti, non restando indifferente al vivace dibattito illuminista.
La regina promosse numerose riforme, tra cui la revoca del divieto di associazione massonica (Maria Carolina fece parte di una loggia massonica di sole donne) e l'ampliamento della marina militare, affidata al suo favorito John Acton, e riuscì a sganciare Napoli dall'influenza del regno spagnolo.
Tuttavia, durante la rivoluzione francese, Maria Carolina abbandonò per sempre la sua posizione di sostenitrice del dispotismo illuminato e si schierò invece tra i più strenui conservatori dopo l'esecuzione della regina di Francia Maria Antonietta, la prediletta tra le sue sorelle. Scandalizzata dal trattamento riservatole, la regina di Napoli sviluppò un forte sentimento antifrancese e si alleò con la Gran Bretagna e l'Austria contro la Francia durante le guerre rivoluzionarie francesi e napoleoniche.
Fuggì in Sicilia insieme al marito dopo l'invasione francese della parte continentale del regno, dove fu proclamata la Repubblica Napoletana nel gennaio del 1799. Sei mesi dopo, tornata sul trono, Maria Carolina fu tra i principali sostenitori delle sentenze di morte emesse contro i rivoluzionari, tra cui un gran numero di quegli intellettuali un tempo da lei sostenuti. Fu deposta nuovamente dalle forze napoleoniche nel 1806 e trascorse i suoi ultimi anni in esilio a Vienna, dove morì nel 1814, poco prima di poter assistere alla Restaurazione dei Borbone sul trono delle Due Sicilie.

## Biografia

### Giovinezza

#### Infanzia

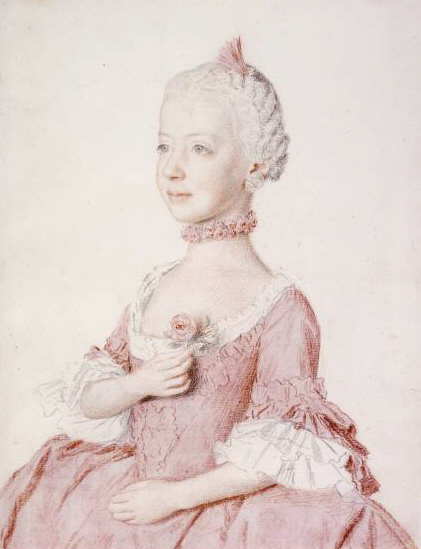
Maria Carolina da bambina. Disegno di Jean-Étienne Liotard, 1762, Musée d'art et d'histoire di Ginevra.

Nata il 13 agosto 1752 al castello di Schönbrunn, a Vienna, Maria Carolina era la tredicesima e decima femmina dei figli sopravvissuti di Francesco I, Imperatore del Sacro Romano Impero, e Maria Teresa d'Austria, sovrana dei domini asburgici.
Fu battezzata con i nomi Maria Karolina Luise Josepha Johanna Antonia. I suoi padrini furono il re di Francia Luigi XV e sua moglie Maria Leszczyńska. In famiglia, tuttavia, fu sempre chiamata con una variante francese del suo nome, Charlotte.
Crescendo l'arciduchessa sviluppò un carattere impulsivo, volitivo e dominante, che si incastrava perfettamente con la perseveranza e la capacità di applicazione che dimostrava nelle proprie azioni. L'imperatrice si ritrovò più volte a riprenderla per la caparbietà e l'alterigia che dimostrava, anche se ammise che era la figlia che più le somigliava.
Inizialmente allevata al margine della corte assieme ai fratelli più giovani, Carlotta instaurò un legame simbiotico con la sorella più giovane, Antonietta, che era dipendente dal suo affetto. Nell'agosto 1767, Maria Teresa separò le due adolescenti, finora allevate insieme quasi come gemelle, a causa del loro comportamento eccessivamente goliardico nei confronti della loro insegnante: «Ti tratterò come una persona grande» affermò l'imperatrice a Carlotta. La contessa Brandis, educatrice delle arciduchesse, venne sostituita dalla contessa Lerchenfeld.
Durante la giovinezza, Carlotta studiò il latino, le scienze, le lingue (anche se trovò sempre difficoltà nello scrivere correttamente in italiano), risultando gradevole anche nella danza, nella musica e nell'equitazione.

#### Matrimonio

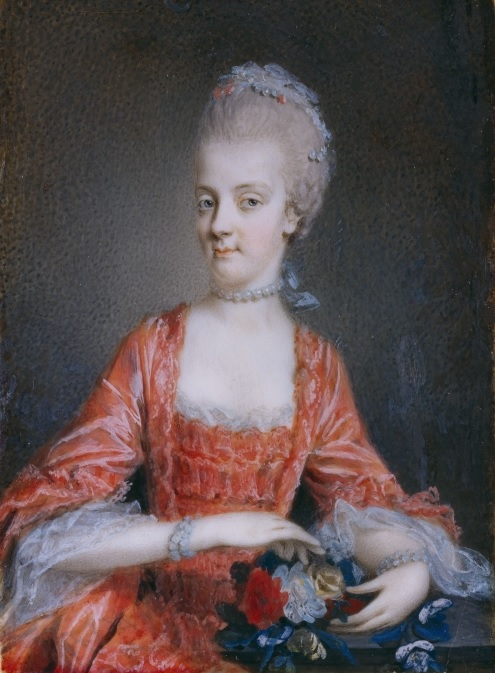
Maria Carolina d'Asburgo-Lorena, ritratta da Eusebius Johann Alphen acquerello su avorio, 1768 circa, Hofburg.

Nell'ottobre 1767, la sorella maggiore di Maria Carolina, Maria Giuseppina, destinata a sposare Ferdinando IV di Napoli come parte di un'alleanza con la Spagna, morì a sedici anni durante un'epidemia di vaiolo, e già in precedenza era morta un'altra sua sorella che era stata fidanzata al re di Napoli, Maria Giovanna Gabriella, morta sempre di vaiolo a soli dodici anni. Ansioso di salvare l'alleanza austro-spagnola, Carlo III di Spagna, padre di Ferdinando IV, chiese che Maria Giuseppina fosse rimpiazzata con una delle sue sorelle. L'imperatrice propose Maria Amalia o Maria Carolina e la corte di Madrid, che trattava per conto di quella di Napoli, optò per quest'ultima.
Maria Carolina reagì male al suo fidanzamento, piangendo, pregando e dicendo che i matrimoni napoletani erano sfortunati, visto che le due sorelle maggiori, che erano state fidanzate con Ferdinando prima di lei, erano entrambe morte prima che i piani potessero concretizzarsi. Le sue obiezioni, tuttavia, non tardarono la sua preparazione per il suo nuovo ruolo di regina di Napoli dalla sua governante, la contessa Lerchenfeld. La stessa imperatrice dette alla figlia istruzioni sui doveri domestici e politici: «Non fare paragoni tra le nostre abitudini e le loro [...] Sii una tedesca nel tuo cuore, e nella rettitudine della mente; in tutto ciò che non ha importanza, invece, ma non in quel che è male, devi sembrare napoletana», l'avrebbe ammonita in seguito per lettera.
Il 7 aprile 1768, Maria Carolina sposò Ferdinando IV di Napoli per procura, con il proprio fratello Ferdinando a rappresentanza dello sposo: la cerimonia avvenne nella chiesa degli Agostiniani lussuosamente addobbata. Partì verso Napoli nel pomeriggio dello stesso giorno.
Il viaggio verso Napoli della regina sedicenne fu ricco di feste e banchetti, durante i quali ricevette il consenso generale. A Mantova fu accolta dal duca di Parma, mentre a Bologna trovò ad accoglierla suo fratello maggiore Leopoldo, granduca di Toscana, e sua moglie Maria Luisa di Spagna, che la accompagnarono a Firenze e poi a Roma. Nell'Urbe ricevette i complimenti da parte di Papa Clemente XIII e gli omaggi dei napoletani residenti a Roma.
Entrò nel Regno di Napoli il 12 maggio 1768, dove a Terracina prese congedo dai suoi nativi attendenti. Il seguito restante, compresi i granduchi di Toscana, si recarono a Portella, dove ella incontrò suo marito in un padiglione eretto per l'occasione. Il marito la scortò in una vettura da viaggio fino a Caserta dove gli sposi celebrarono le nozze in chiesa e passarono la notte. A chi gli chiese un commento sulla giovane moglie, Ferdinando rispose dopo la loro prima notte insieme: «Lei dorme come una morta e suda come un maiale».
Anche Maria Carolina si trovò estremamente a disagio con il marito: «Confesso apertamente che preferirei morire piuttosto che rivivere un'altra volta tutto ciò che mi è capitato» scrisse alla madre. In una lettera alla governante definì Ferdinando «molto brutto», precisando che tuttavia si sarebbe abituata, trovando irritante il fatto che si credesse più bello e intelligente di quanto non fosse. Inoltre, Ferdinando aveva poco in comune con la sua sposa, e parlava in dialetto, capendo a fatica l'italiano più raffinato di Maria Carolina, altro motivo per cui era infastidita da lui. La nostalgia di casa la attanagliava, ma riuscì in poco tempo a guadagnarsi l'affetto del marito, convincendolo che fosse innamorata di lui.

### Sovrana di Napoli

#### Ascesa al trono

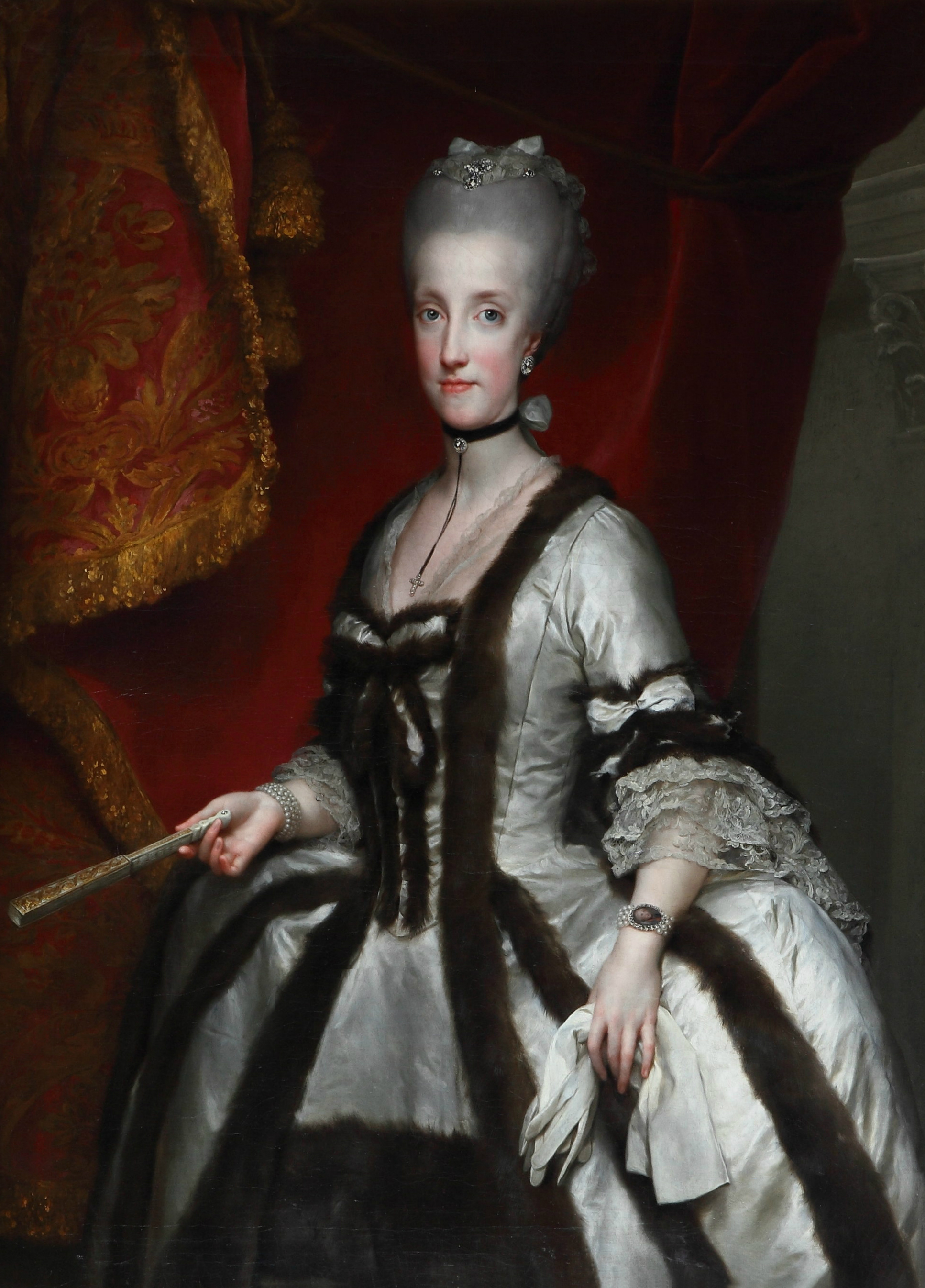
La regina Maria Carolina di Napoli ritratta da Anton Raphael Mengs (ca. 1772).

A Maria Carolina non piaceva suo marito, ma ciò non fu di ostacolo alla nascita di numerosi figli, poiché il suo dovere più importante, come moglie, era quello di perpetuare la dinastia. In totale, Maria Carolina partorì a Ferdinando diciotto figli, di cui sette sopravvissero all'età adulta, compreso il suo successore Francesco I, Maria Teresa, ultima imperatrice del Sacro Romano Impero e prima imperatrice d'Austria, Luisa Maria Amalia, granduchessa di Toscana, Maria Amalia, regina dei Francesi, e Maria Antonia, principessa delle Asturie.
Ferdinando, dopo aver ricevuto una formazione poco brillante dal principe di San Nicandro, mancava della capacità di governare, affidandosi completamente al consiglio di reggenza voluto da suo padre Carlo III di Spagna, trasmesso da Bernardo Tanucci, fino alla maggiore età nel gennaio 1767.
Conformemente alle istruzioni dell'Imperatrice Maria Teresa, la regina Maria Carolina si guadagnò la fiducia di Ferdinando fingendo di avere interesse per la sua attività preferita, la caccia. Anche la nascita dei primi due figli maschi, nel 1775 e nel 1777, favorì l'intesa, e portò la regina a far parte dal 1775 del Consiglio di stato, esautorando presto il Tanucci (licenziato nel 1777), nel consigliare il re. L'ingresso della regina nel consiglio determinò un progressivo cambiamento della politica borbonica, la quale divenne progressivamente filoaustriaca.
Nei primi anni di regno si mostrò favorevole alle idee illuministiche, come sua madre e i suoi fratelli Giuseppe e Leopoldo, guadagnandosi la stima di letterati e progressisti, che speravano in una politica di rinnovamento. I suoi primi vent'anni di regno furono incentrati sul rinnovamento dell'apparato politico-economico. Al suo dispotismo illuminato si deve la nascita dello Statuto di San Leucio, la prima raccolta di leggi pensata da una donna nell'interesse delle donne, voluto per normare la vita nella Real Colonia di San Leucio, nel Regno di Napoli. Qui, dal 1789 al 1799, donne e uomini vissero da uguali, ebbero pari compensi, stesse prerogative, la possibilità di studiare; alle donne erano riconosciuti gli stessi diritti degli uomini, tra cui quello alla eredità, alla proprietà, all'educazione dei figli e alla scelta del compagno. Sostenitrice per decenni della massoneria più progressista e illuminata, alla quale aderì, si circondò di donne e uomini che avevano idee di cambiamento.
Frequentavano la corte anche uomini di cultura e di scienza, come il naturalista forlivese Cesare Majoli, che proprio a Napoli pubblicò nel 1783 le Praelectiones Phisico-Mathematicae de Luce.
Divenne intima amica di Emma Hamilton, moglie dell'ambasciatore inglese, per ottenere l'appoggio dell'Inghilterra.
Quando scoppiò la Rivoluzione francese, racconta Benedetto Croce, ella disse: «Credo che abbiano ragione». Ma se fino ad allora si era parlato di monarchia illuminata, la rivoluzione cambiò i programmi e si chiese e si rivendicò la Repubblica. Quando arrivò la notizia che Luigi XVI era stato giustiziato, Maria Carolina si disperò, ma fu la morte della sorella, il 16 ottobre 1793, a sconvolgerla in modo definitivo e irreparabile, convertendola in una furia reazionaria.

#### Controrivoluzione
Le idee illuministe della regina crollarono definitivamente con la decapitazione di sua sorella minore, la regina Maria Antonietta, che per contro era sempre stata una convinta e implacabile avversaria della causa rivoluzionaria. Sentendosi tradita da quelli che erano stati i suoi più cari amici, diede inizio ad una caccia ai giacobini insieme a John Acton, attuando con mano ferma una controrivoluzione.

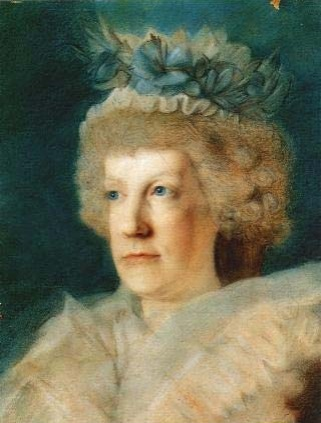
La regina Maria Carolina ritratta da Costanzo Angelini.

Fu in risposta al trattamento di Maria Antonietta da parte della rivoluzione francese che la regina di Napoli si alleò con la Gran Bretagna durante le guerre rivoluzionarie francesi. Maria Carolina fu così inorridita da quell'evento che si rifiutò di continuare a parlare francese e vietò la diffusione delle opere filosofiche di Galanti e Filangeri, che fino ad allora avevano goduto del patrocinio della regina. Nel 1794, dopo la scoperta di un complotto giacobino per rovesciare il governo, Maria Carolina ordinò la soppressione della massoneria, di cui era una volta aderente, credendo che i suoi adepti avessero partecipato al complotto assieme ai francesi. L'esercito fu mantenuto perennemente mobilitato in caso di attacco improvviso, causando un enorme aumento della tassazione. In un clima di terrore generale che serpeggiava per Napoli e temendo per la sicurezza della sua famiglia, Maria Carolina iniziò a far assaggiare il cibo e a cambiare quotidianamente gli appartamenti della famiglia reale.
La cessazione delle ostilità franco-spagnole nell'estate del 1795 dette la possibilità all'esercito francese, guidato dal generale Napoleone Bonaparte, di concentrarsi sulla campagna italiana. I rapidi successi di Bonaparte nel Nord Italia costrinsero Maria Carolina a iniziare dei trattati di pace, secondo i quali Napoli avrebbe dovuto pagare alla Francia un'indennità di guerra di 8 milioni di franchi: ma nessun paese aveva intenzione di rispettare a lungo questa pace.
Il matrimonio del figlio maggiore Francesco, duca di Calabria, con l'arciduchessa Maria Clementina d'Austria nel 1797, offrì a Maria Carolina una breve tregua dalla guerra, che aveva influito molto sulla sua salute. Il 20 maggio 1798, Maria Carolina entrò in un'alleanza segreta difensiva con l'impero austriaco, in risposta all'occupazione francese degli Stati pontifici, che condividevano il confine con il regno di Napoli. A seguito della vittoria britannica nella battaglia del Nilo, la sovrana decise di aderire alla Seconda Coalizione contro la Francia. Nella reggia di Caserta si tennero riunioni del consiglio di guerra, che comprendono la regina, il re, il generale Mack (comandante dell'esercito, nominato dagli austriaci), l'ambasciatore inglese Sir William Hamilton e l'ammiraglio Nelson, vincitore del Nilo. Il consiglio prese la decisione di promuovere un intervento militare contro la Repubblica Romana, uno stato fantoccio francese.

#### Repubblica Napoletana
Quando il regno di Napoli e la Sicilia si unirono alla Seconda Coalizione, Napoleone trovò la ragione per colpire duramente: nel gennaio del 1799 il generale francese Jean Étienne Championnet riuscì rapidamente ad occupare Napoli, costringendo la famiglia reale a fuggire in Sicilia. Durante l'esilio siciliano, Maria Carolina continuò la sua politica controrivoluzionaria.
Il 24 gennaio 1799, le truppe francesi proclamarono a Napoli la Repubblica Napoletana, per ingraziarsi la popolazione. Durante il periodo repubblicano, il governo proclamò la libertà di stampa e furono preparate varie riforme. Tutto ciò durò poco: dopo soli sei mesi, la giovane repubblica cessò di esistere quando il Sanfedisti, l'esercito guidato dal cardinale Fabrizio Ruffo, attaccò ed invase Napoli (21 giugno 1799).
Il crollo della repubblica avvenne in gran parte grazie alla flotta inglese, che aveva fornito armi all'esercito reale. Quando tornò a Napoli, dopo la riconquista da parte del cardinale Ruffo, la Monarchia attuò una dura punizione, facendo giustiziare molti sostenitori della Repubblica, tra i quali Mario Pagano, Francesco Caracciolo e Eleonora Pimentel Fonseca, alla quale, separatasi dal marito, Maria Carolina aveva concesso un vitalizio e affidato la sua biblioteca, tra i beni a lei più cari.
Nel giugno 1800, Maria Carolina viaggiò con le sue tre figlie nubili e il figlio più giovane Leopoldo, accompagnata da William, Emma Hamilton e Nelson verso Vienna, passando da Livorno, Firenze, Trieste, Lubiana; giunse a destinazione due mesi dopo. Maria Carolina rimase due anni nella sua patria, dove organizzò matrimoni vantaggiosi per i figli. Nel circolo familiare, trascorse la maggior parte del tempo con la sua nipotina preferita, l'arciduchessa Maria Luisa, che più tardi diventerà la seconda moglie del suo nemico Napoleone.

### Ultimi anni e morte

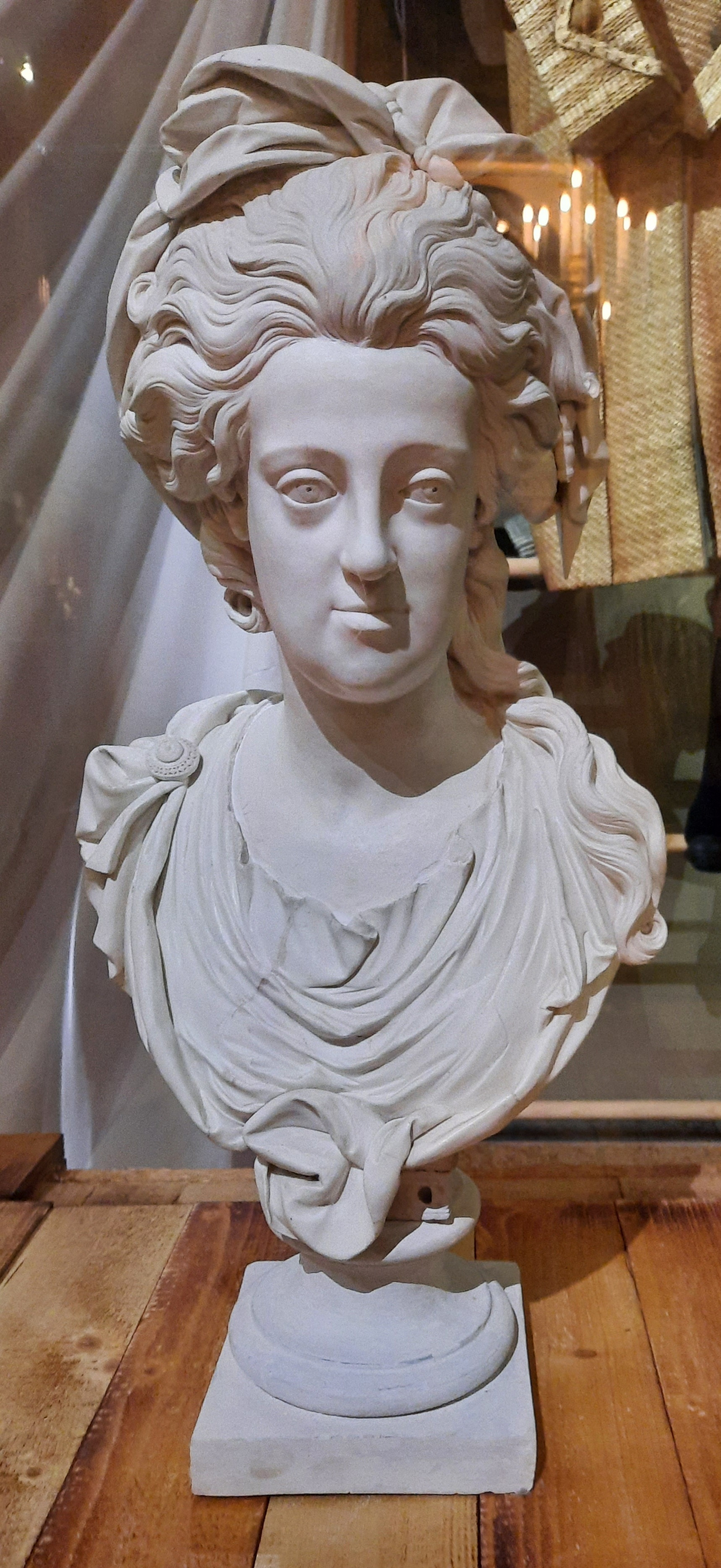
Busto della regina Maria Carolina, Filippo Tagliolini, 1785 circa, Museo nazionale di Capodimonte

Dopo il suo soggiorno a Vienna, Maria Carolina tornò a Napoli il 17 agosto 1802. Si dice che Napoleone abbia affermato che la regina era «l'unico uomo del Regno di Napoli». Gli stati europei si preoccupavano del crescente potere di Napoleone, il quale raggiunse l'apice del potere con l'incoronazione imperiale, avvenuta il 18 maggio 1804. Nel 1805 l'Italia fu nuovamente al centro dell'interesse del nuovo imperatore, la cui corona recava l'iscrizione Rex totius Italiae. Da quel momento gli eventi si susseguirono rapidamente, e Maria Carolina fu sorpresa dalla notizia della sconfitta dell'Austria nella battaglia di Austerlitz (2 dicembre 1805).
Napoleone non esitò a conquistare Napoli dove installò inizialmente come sovrano suo fratello Giuseppe Bonaparte e quattro anni più tardi il cognato Gioacchino Murat. La famiglia reale fu costretta a fuggire in Sicilia nel febbraio 1806. Durante il loro esilio, i rifugiati si basarono sull'aiuto della Gran Bretagna, ma dopo la morte dell'ammiraglio Nelson nella battaglia di Trafalgar (21 ottobre 1805), gli inglesi guadagnarono più potere nei confronti della Corona borbonica, scontrandosi con Maria Carolina. Nel 1813, re Ferdinando abdicò (seppur non ufficialmente), nominando il figlio Francesco reggente del regno. Questo privò la sovrana di qualsiasi influenza politica sulle sorti del regno, costringendola a lasciare la Sicilia per tornare a Vienna.
Durante il viaggio, ricevette la notizia della sconfitta di Napoleone nella battaglia di Lipsia il 19 ottobre 1813. Dopo un lungo itinerario attraverso Costantinopoli, Odessa, Leopoli e Budapest, Maria Carolina giunse finalmente a Vienna nel gennaio 1814, dove avviò i negoziati per ripristinare il marito sul trono napoletano, innervosendo il principe Metternich e l'imperatore Francesco I, suo genero e nipote.
Maria Carolina morì senza vedere la sconfitta definitiva di Napoleone e la restaurazione del marito grazie al Congresso di Vienna: l'8 settembre 1814 fu trovata dalla sua cameriera riversa al suolo nella sua stanza nel castello di Hetzendorf, colpita mortalmente da un ictus. Venne sepolta nella cripta dei Cappuccini, accanto ai resti della sua famiglia asburgica.
(Harold Acton)

## Discendenza
Ferdinando di Borbone e [Maria Carolina d'Asburgo-Lorena ebbero:

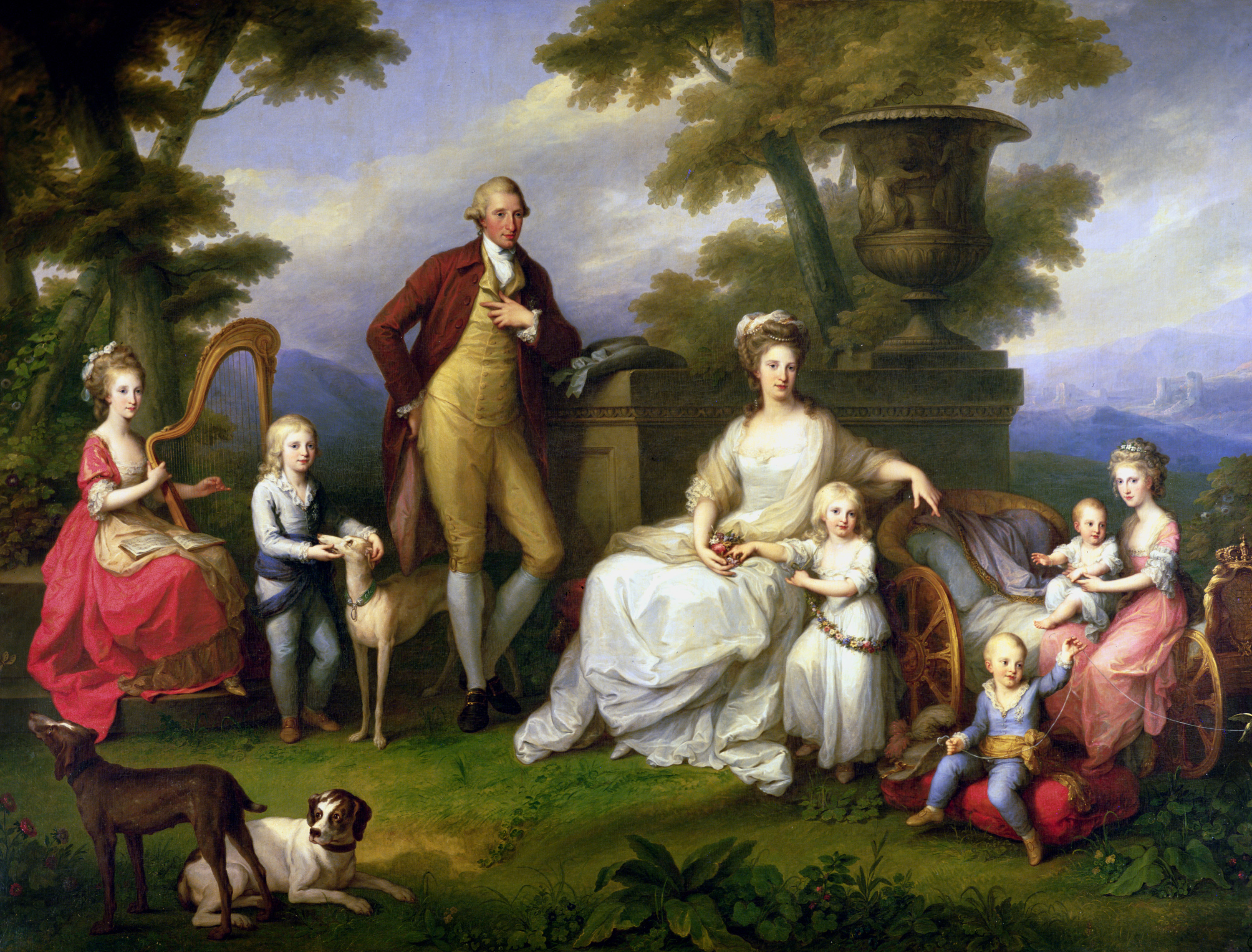
Angelika Kauffmann, Ritratto della famiglia di Ferdinando IV, 1783, olio su tela, Museo nazionale di Capodimonte

1. Maria Teresa di Borbone-Due Sicilie (6 giugno 1772 - 13 aprile 1807), sposò suo cugino primo Francesco II d'Asburgo-Lorena nel 1790 ed ebbe figli. Fu Imperatrice d'Austria.
2. Luisa Maria Amalia di Borbone-Due Sicilie (27 luglio 1773 - 19 settembre 1802), sposò suo cugino primo Ferdinando III di Toscana ed ebbe figli;
3. Carlo Tito di Borbone-Due Sicilie (4 gennaio 1775 - 17 dicembre 1778), Duca di Calabria, Principe Ereditario di Napoli, morì di vaiolo;
4. Maria Anna di Borbone-Due Sicilie (23 novembre 1775 - 22 febbraio 1780); morì nell'infanzia
5. Francesco I delle Due Sicilie (14 agosto 1777 - 8 novembre 1830), sposò sua cugina prima Maria Clementina d'Asburgo-Lorena nel 1797 ed ebbe figli; sposò poi un'altra cugina, Maria Isabella di Borbone-Spagna nel 1802 ed ebbe figli. Fu re delle Due Sicilie dal 1825 al 1830;
6. Maria Cristina di Borbone-Due Sicilie (17 gennaio 1779 - 11 marzo 1849), sposò Carlo Felice di Sardegna nel 1807 e non ebbe figli. Fu lei che ordinò gli Scavi archeologici di Tusculum;
7. Maria Cristina Amalia di Borbone-Due Sicilie (17 gennaio 1779 - 26 febbraio 1783), gemella della precedente, morì di vaiolo;
8. Gennaro Carlo di Borbone-Due Sicilie (12 aprile 1780 - 2 gennaio 1789); morì nell'infanzia
9. Giuseppe Carlo di Borbone-Due Sicilie (18 giugno 1781 - 19 febbraio 1783), morì di vaiolo;
10. Maria Amalia di Borbone-Due Sicilie (26 aprile 1782 - 24 marzo 1866), sposò Luigi Filippo di Francia, Duca d'Orléans nel 1809 ed ebbe figli. Fu in seguito sovrana di Francia e morì in esilio in Inghilterra;
11. Maria Carolina di Borbone-Due Sicilie (19 luglio 1783); morì appena nata
12. Maria Antonia di Borbone-Due Sicilie (14 dicembre 1784 - 21 maggio 1806), sposò suo cugino Ferdinando VII di Spagna. Non ebbe figli, morì di tubercolosi;
13. Maria Clotilde di Borbone-Due Sicilie (18 febbraio 1786 - 10 settembre 1792); morì nell'infanzia
14. Maria Enrichetta di Borbone-Due Sicilie (31 luglio 1787 - 20 settembre 1792); morì nell'infanzia
15. Carlo Gennaro di Borbone-Sicilie (26 agosto 1788 - 1 febbraio 1789); morì nell'infanzia
16. Leopoldo di Borbone-Due Sicilie (2 luglio 1790 - 10 marzo 1851)  sposò sua nipote, Maria Clementina d'Asburgo-Lorena ed ebbe figli;
17. Alberto di Borbone-Due Sicilie (2 maggio 1792 - 25 dicembre 1798), morì a bordo della nave della Royal Navy "HMS Vanguard";
18. Maria Isabella di Borbone-Due Sicilie (2 dicembre 1793 - 23 aprile 1801); morì nell'infanzia

## Ascendenza
|                                               |                      |                                       | Genitori                                                     |  |  | Nonni |  |  | Bisnonni          |  |  | Trisnonni           |  |
|                                               |                      |                                       |                                                              |  |  |       |  |  | Carlo V di Lorena |  |  | Nicola II di Lorena |  |
|                                               |                      |                                       |                                                              |  |  |       |  |  | Carlo V di Lorena |  |  | Nicola II di Lorena |  |
|                                               |                      | Claudia Francesca di Lorena           |                                                              |  |  |       |  |  | Carlo V di Lorena |  |  |                     |  |
| Leopoldo di Lorena                            |                      |                                       |                                                              |  |  |       |  |  | Carlo V di Lorena |  |  |                     |  |
|                                               |                      | Eleonora Maria Giuseppina d'Austria   | Ferdinando III d'Asburgo                                     |  |  |       |  |  |                   |  |  |                     |  |
|                                               |                      | Eleonora Maria Giuseppina d'Austria   | Ferdinando III d'Asburgo                                     |  |  |       |  |  |                   |  |  |                     |  |
|                                               |                      | Eleonora Maria Giuseppina d'Austria   | Eleonora Gonzaga-Nevers                                      |  |  |       |  |  |                   |  |  |                     |  |
| Francesco I di Lorena                         |                      | Eleonora Maria Giuseppina d'Austria   |                                                              |  |  |       |  |  |                   |  |  |                     |  |
|                                               |                      | Filippo I, Duca d'Orléans             | Luigi XIII di Francia                                        |  |  |       |  |  |                   |  |  |                     |  |
|                                               |                      | Filippo I, Duca d'Orléans             | Luigi XIII di Francia                                        |  |  |       |  |  |                   |  |  |                     |  |
|                                               |                      | Filippo I, Duca d'Orléans             | Anna d'Austria                                               |  |  |       |  |  |                   |  |  |                     |  |
| Elisabetta Carlotta d'Orléans                 |                      | Filippo I, Duca d'Orléans             |                                                              |  |  |       |  |  |                   |  |  |                     |  |
|                                               |                      | Elisabetta Carlotta di Baviera        | Carlo I Luigi del Palatinato                                 |  |  |       |  |  |                   |  |  |                     |  |
|                                               |                      | Elisabetta Carlotta di Baviera        | Carlo I Luigi del Palatinato                                 |  |  |       |  |  |                   |  |  |                     |  |
|                                               |                      | Elisabetta Carlotta di Baviera        | Carlotta d'Assia-Kassel                                      |  |  |       |  |  |                   |  |  |                     |  |
| Arciduchessa Maria Carolina d'Austria         |                      | Elisabetta Carlotta di Baviera        |                                                              |  |  |       |  |  |                   |  |  |                     |  |
|                                               | Leopoldo I d'Asburgo | Ferdinando III d'Asburgo              |                                                              |  |  |       |  |  |                   |  |  |                     |  |
|                                               | Leopoldo I d'Asburgo | Ferdinando III d'Asburgo              |                                                              |  |  |       |  |  |                   |  |  |                     |  |
|                                               | Leopoldo I d'Asburgo | Maria Anna di Spagna                  |                                                              |  |  |       |  |  |                   |  |  |                     |  |
| Carlo VI d'Asburgo                            | Leopoldo I d'Asburgo |                                       |                                                              |  |  |       |  |  |                   |  |  |                     |  |
|                                               |                      | Eleonora del Palatinato-Neuburg       | Filippo Guglielmo del Palatinato                             |  |  |       |  |  |                   |  |  |                     |  |
|                                               |                      | Eleonora del Palatinato-Neuburg       | Filippo Guglielmo del Palatinato                             |  |  |       |  |  |                   |  |  |                     |  |
|                                               |                      | Eleonora del Palatinato-Neuburg       | Elisabetta Amalia d'Assia-Darmstadt                          |  |  |       |  |  |                   |  |  |                     |  |
| Maria Teresa d'Austria                        |                      | Eleonora del Palatinato-Neuburg       |                                                              |  |  |       |  |  |                   |  |  |                     |  |
|                                               |                      | Luigi Rodolfo di Brunswick-Lüneburg   | Antonio Ulrico di Brunswick-Lüneburg                         |  |  |       |  |  |                   |  |  |                     |  |
|                                               |                      | Luigi Rodolfo di Brunswick-Lüneburg   | Antonio Ulrico di Brunswick-Lüneburg                         |  |  |       |  |  |                   |  |  |                     |  |
|                                               |                      | Luigi Rodolfo di Brunswick-Lüneburg   | Elisabetta Giuliana di Schleswig-Holstein-Sonderburg-Norburg |  |  |       |  |  |                   |  |  |                     |  |
| Elisabetta Cristina di Brunswick-Wolfenbüttel |                      | Luigi Rodolfo di Brunswick-Lüneburg   |                                                              |  |  |       |  |  |                   |  |  |                     |  |
|                                               |                      | Cristina Luisa di Oettingen-Oettingen | Alberto Ernesto I di Oettingen-Oettingen                     |  |  |       |  |  |                   |  |  |                     |  |
|                                               |                      | Cristina Luisa di Oettingen-Oettingen | Alberto Ernesto I di Oettingen-Oettingen                     |  |  |       |  |  |                   |  |  |                     |  |
|                                               |                      | Cristina Luisa di Oettingen-Oettingen | Cristina Federica di Württemberg                             |  |  |       |  |  |                   |  |  |                     |  |
|                                               |                      | Cristina Luisa di Oettingen-Oettingen |                                                              |  |  |       |  |  |                   |  |  |                     |  |

## Onorificenze

### Altre distinzioni
- Protettrice della Real Arciconfraternita e Monte di San Giuseppe dell'Opera di Vestire i Nudi in quanto Regina consorte del Regno delle Due Sicilie, Napoli (Italia)[39].

## Nella cultura di massa

### Filmografia su Maria Carolina d'Asburgo-Lorena
- Lady Hamilton del 1921, regia di Richard Oswald, interpretata da Else Heims
- Trafalgar del 1929, regia di Frank Lloyd, interpretata da Dorothy Cumming
- Lady Hamilton del 1941, regia di Alexander Korda, interpretata da Norma Drury
- Personaggio secondario in Tosca del 1941 regia Jean Renoir, poi Carl Koch, interpretata da Olga Vittoria Gentilli
- Luisa Sanfelice del 1966, regia di Leonardo Cortese, interpretata da Elisa Cegani
- Ferdinando Iº re di Napoli del 1959, regia di Gianni Franciolini, interpretata da Audrey McDonald
- Le calde notti di Lady Hamilton del 1968, regia di Christian-Jaque, interpretata da Nadja Tiller
- Rasoi del 1993, regia di Mario Martone, interpretata da Iaia Forte
- Ferdinando e Carolina del 1999, regia di Lina Wertmüller, interpretata da Gabriella Pession
- Luisa Sanfelice del 2004, regia di Fratelli Taviani, interpretata da Cecilia Roth
- Il resto di niente del 2004, regia di Antonietta De Lillo, interpretata da Giulia Weber
- Meraviglie - La penisola dei tesori (2018), programma di Alberto Angela, interpretata da Christiane Filangieri

### Maria Carolina e la Massoneria
- Bramato F., Napoli massonica nel Settecento, Ravenna, 1980
- Chiosi E., Lo spirito del secolo. Politica e cultura nell'età dell'Illuminismo, Napoli, 1992
- Ciuffoletti Z. (a cura di), La massoneria e le forme della sociabilità nell'Europa del Settecento, in «Il Viesseux», IV, 11, 1991
- D'Ayala M., I liberi muratori di Napoli nel sec.XVIII, in «Archivio Storico per le Province Napoletane», 1897 – 98
- Ferrone V., I profeti dell'Illuminismo. Le metamorfosi della ragione nel tardo Settecento italiano, Roma – Bari, 1989
- Francovich C., Storia della Massoneria in Italia. Dalle origini alla Rivoluzione Francese, Firenze, 1974
- Giarrizzo G., Massoneria e Illuminismo nell'Europa del '700, Venezia, 1994
- Jacob M.C., Massoneria illuminata. Politica e religione a Napoli nell'età dell'Illuminismo, Napoli, 1992
- Trampus A., La massoneria nell'età moderna, Bari, 2001

### La colonia di San Leucio
- AA.VV., San Leucio: vitalità di una tradizione, Milano, Facoltà di Architettura, 1973
- AA.VV., San Leucio: archeologia, storia, progetto, Milano, 1977
- Alisio G., Siti reali dei Borbone, Napoli, 1976
- Amari E., Critica di una scienza delle legislazioni comparate, Genova, 1857
- Battaglini M., La manifattura reale di San Leucio tra assolutismo e Illuminismo, Roma, 1983
- Bologna L., L'architetto, il consigliere, la regina santa, Caserta, 2004
- Bulferetti L., L'assolutismo illuminato in Italia (1700-1789), Milano, 1944
- Cavaso P., La real colonia di San Leucio: esempio di Illuminismo borbonico, in I Borbone di Napoli e la Rivoluzione Francese, a cura di Campanile M., Atti del Convegno 5-6/10/89, Caserta, 1991; pp. 151–159
- De Cesare G., Vita della venerabile serva di Dio Maria Cristina di Savoia, Roma, 1863
- De Fusco R. - SBANDI F., Un centro comunitario del '700 in Campania, in «Comunità», a.XV, n.86, 1971
- Galdi M., Analisi ragionata del Codice ferdinandino per la popolazione di San Leucio, Napoli, 1790
- Kruft H.W., Le città utopiche. La città ideale dal XV al XVIII secolo tra utopia e realtà, Bari, 1990
- Libertini A., Una giornata a San Leucio nell'anno di grazia 1789, Caserta, 1980
- Patturelli F., Caserta e San Leucio, Napoli, 1826
- Schiavo A., Riflessi degli statuti leuciani nell'urbanistica di Ferdinandopoli, Caserta, 1986
- Stefani S., Una colonia socialista nel Regno dei Borbone: la Colonia di San Leucio presso Caserta, Roma, 1907
- Tescione G., San Leucio e l'arte della seta, Napoli, 1932
- Verdile Nadia, De Uthopia, Caserta, Isa Edizioni, 2006
- Verdile Nadia (introduzione di), L'utopia di Carolina. Il Codice delle Leggi leuciane, Napoli, Regione CAmpania, Stamperia Digitale, 2007
- Verdile Nadia, Tra leggi illuminate e lettere private: il 1789 di Maria Carolina d'Asburgo, in "Archivio per la Storia delle Donne", V, 2008; pp. 71–106

### Storia del Regno di Carolina e Ferdinando IV
- Acton H., I Borbone di Napoli, Milano, 1974
- Arrighi G.M., Saggio storico per servire di studio alle rivoluzioni politiche e civili del Regno di Napoli, Napoli, 1808
- Butta G., I Borbone di Napoli al cospetto di due secoli, Napoli, 1977
- Cantù C., Storia di Cento anni, Milano, 1851
- Carducci G., Opere, v. XVI, Del Risorgimento italiano, Bologna, 1905
- Ciasca R., Aspetti della società e dell'economia del Regno di Napoli nel sec. XVIII, in «Rivista Internazionale di Scienze e discipline ausiliari», 1933
- Colletta P., Storia del reame di Napoli, Capolago, 1834
- Coniglio G., I Borbone di Napoli, Bologna, 1981
- Croce B., Storia del Regno di Napoli, Bari, 1965
- De Filippis F., Il Palazzo Reale di Caserta e i Borbone di Napoli, Cava de' Tirreni, 1968
- De Majo S., Breve storia del regno di Napoli. Da Carlo di Borbone all'Unità d'Italia (1734-1860), Roma, 1986
- De Ruggiero G., Il pensiero politico meridionale nei secoli XVIII e XIX, Bari, 1922
- De Sangro M., I Borbone nel regno delle Due Sicilie, Como, 1884
- Del Pozzo L., Cronaca civile e militare delle Due Sicilie sotto la dinastia borbonica: dall'anno 1734 in poi, Napoli, 1857
- Dumas A., I Borboni di Napoli, Napoli, 1969
- Galasso G., La filosofia in soccorso dei governi: la cultura napoletana del settecento, Napoli, 1989
- Galasso G. (a cura di), Storia di Napoli. Dal viceregno alla repubblica del 1799, v.VII, Cava de' Tirreni, 1972
- Greppi E., La caduta del Tanucci, in «Archivio Storico Italiano», t.VI, 1880
- Jacobitti G.M., I Borbone di Napoli e la Rivoluzione francese, in Atti del convegno a cura di Campanile M., Caserta, 1991
- Lemmi F., Le origini del Risorgimento italiano (1748-1815), Milano, 1924
- Morisani O., Pittori tedeschi a Napoli nel '700, Napoli, 1943
- Nuzzo G., La monarchia delle Due Sicilie tra ancien régime e rivoluzione, Napoli, 1972
- Pugliese Carratelli G., Il settecento, Napoli, 1999
- Schipa M., Nel regno di Ferdinando IV di Borbone, Firenze, 1938
- Simioni A., Nell'intimità di una reggia. Lettere di Ferdinando IV a Carolo III di Spagna, in «Rassegna Storica del Risorgimento», a.XI, f.I, 1924
- Valsecchi F., L'Italia nel Settecento (dal 1714 al 1788), Milano, 1959
- Verdile Nadia (a cura di), Carolinopoli. L'utopia di una regina, Caserta, Saccone, 2004
- Verdile Nadia, Carissima compagna mia, Caserta, Garma, 2007
- Verdile Nadia, Un anno di lettere coniugali, Caserta, Spring Edizioni, 2008
- Villani P., Mezzogiorno tra riforme e rivoluzione, Bari, 1973
- Wandruszka A., Il principe filosofo e il re lazzarone. Le lettere del granduca Leopoldo sul suo soggiorno a Napoli, in «Rivista Storica Italiana», a.LXXII (1960), pp. 501–510